# Maschinentisch

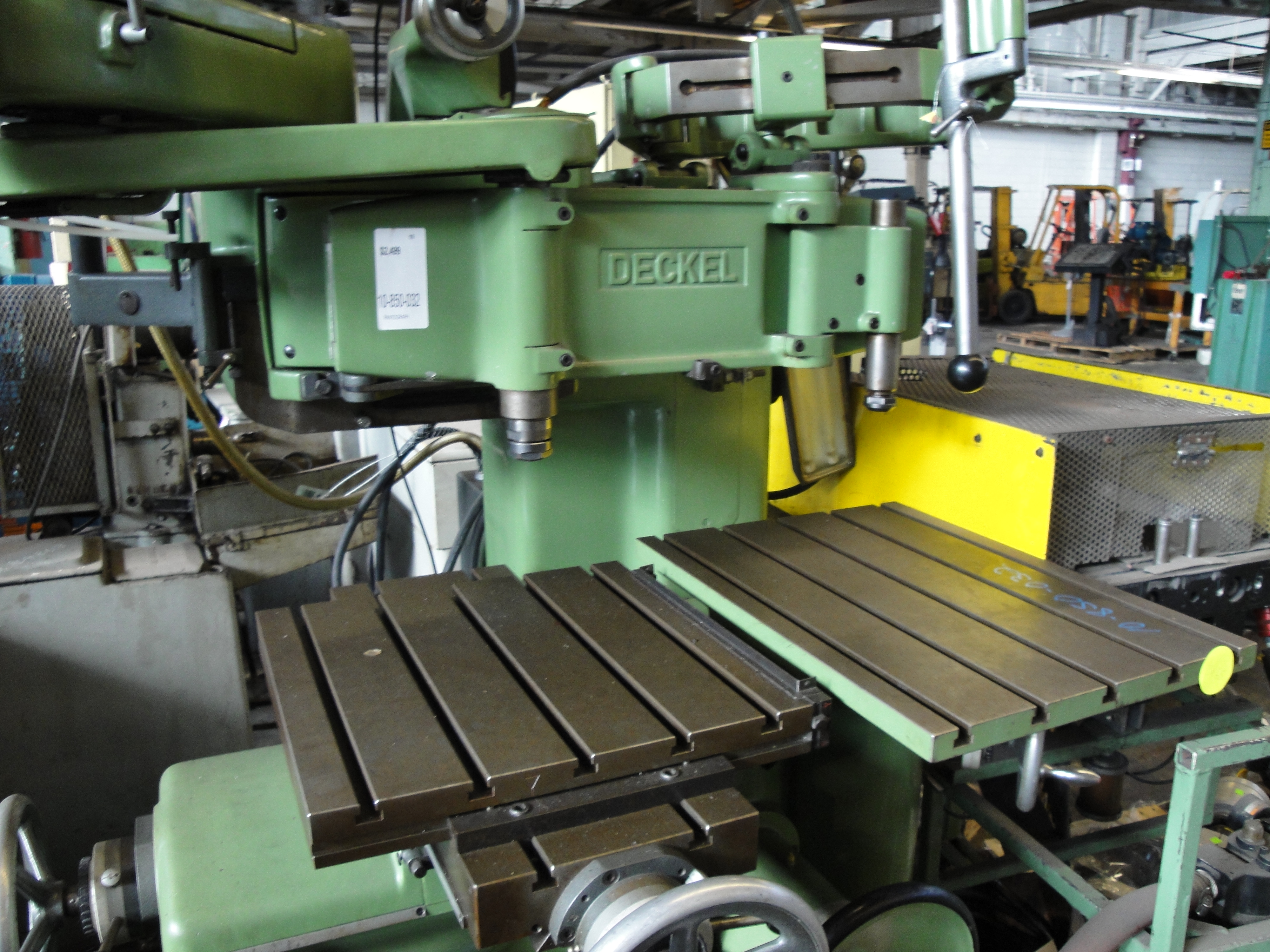
Zwei Spanntische einer Graviermaschine/Kopierfräse (Pantograph)

Der Maschinentisch einer Werkzeugmaschine dient zum Aufspannen von Werkstücken, die bearbeitet werden sollen.
Das Bearbeitungswerkzeug wird üblicherweise in einem Spannfutter montiert. In Ausnahmefällen können auch Werkzeuge auf dem Maschinentisch fixiert werden (wenn etwa das Werkstück von der Maschine bewegt wird).
Maschinentische sind häufig ein- oder mehrachsig verfahrbar mit dem Maschinenbett bzw. Maschinengestell verbunden.
Einachsig verfahrbare Maschinentische werden auch als Führungsschlitten, Werkzeugschlitten oder Schiebetisch bezeichnet.
Zweiachsig verfahrbare Maschinentische werden als Kreuztisch oder Drehtisch bezeichnet.
Werkstückträger und Paletten dienen ebenfalls zum Aufspannen von Werkstücken, sind aber im Gegensatz zum Maschinentisch nicht fest mit einer Maschine verbunden, sondern Teil eines Werkstückförderers bzw. eines Palettenwechslers.
Maschinentische sind meist, ähnlich einer Richtplatte, sehr massiv ausgeführt und mit T-Nuten oder trapezförmigen Nuten zur Aufnahme von Nutensteinen mit Befestigungsgewinde ausgerüstet, die zur kraftschlüssigen Befestigung von Werkzeug oder Werkstück mit Hilfe von Spanneisen dienen.
Bei trapezförmigen Nuten im Maschinentisch entsteht in Kombination mit entsprechenden Nutensteinen, Schrauben und dem zu spannenden Gegenstand eine kraftschlüssige Schwalbenschwanzverbindung.
Die Nuten im Maschinentisch ermöglichen einerseits Werkstücke mittels Spanneisen direkt auf den Maschinentisch zu spannen, andererseits aber auch Spannhilfmittel wie Schraubstöcke oder aber spezielle Werkzeuge (z. B. Drehfutter) bzw. Vorrichtungen (z. B. Teilapparat) zu montieren.